# Bunowo

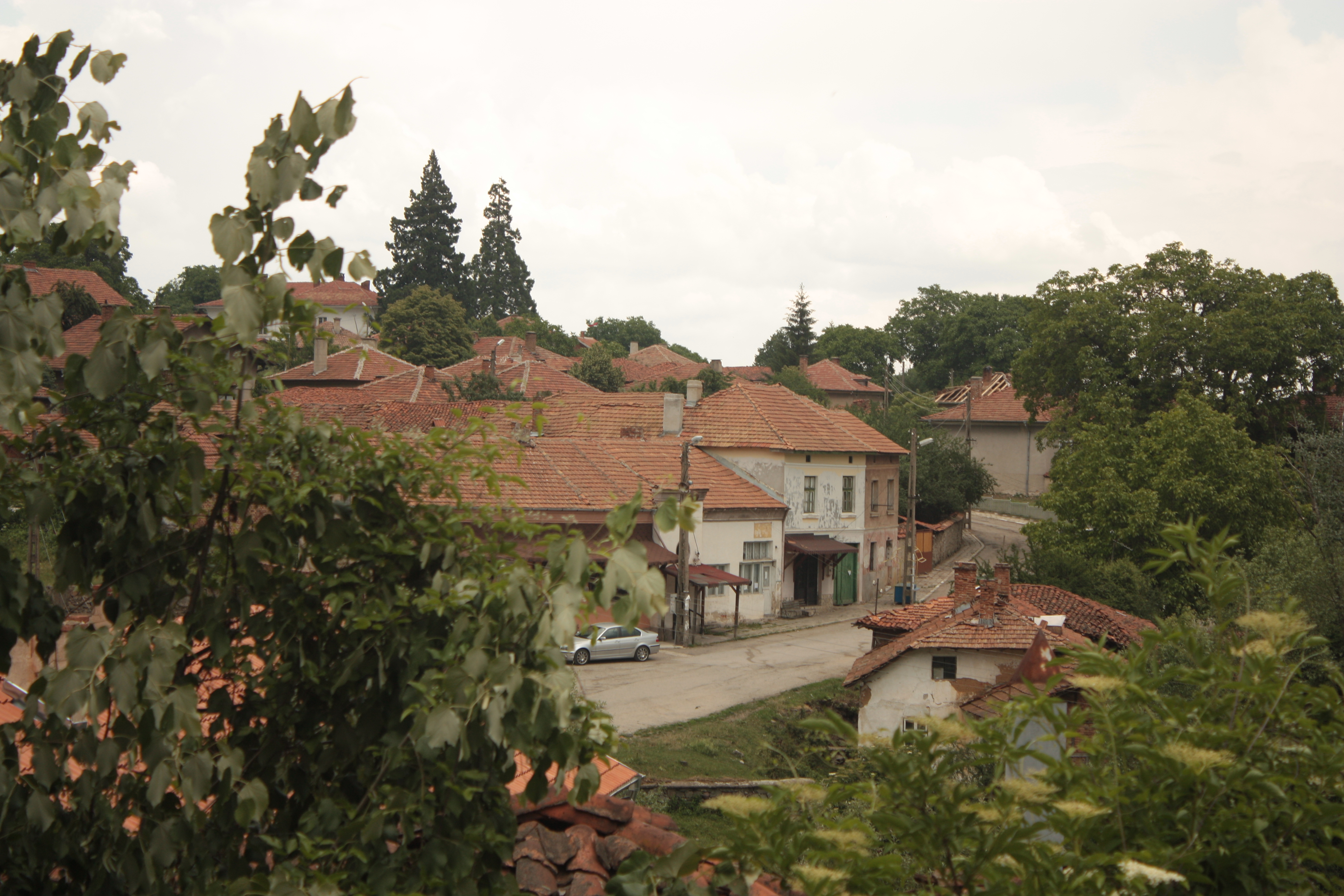
Bunowo, Oblast Sofia, Bulgarien

Bunowo, gebräuchliche Transliteration Bunovo (bulgarisch Буново) ist ein Dorf in der Oblast Sofia, im Westen Bulgariens.

## Geographie
Das Dorf liegt etwa 50 km östlich von Sofia und befindet sich zwischen dem mittleren Balkangebirge und Sredna Gora. Es besteht aus zwei Teilen, dem eigentlichen „alten“ Dorf unterhalb der Bahnlinie und dem „neuen“ Ortsteil oberhalb davon.

## Geschichte
Am 9. März 1985 wurde nahe dem Bahnhof Bunowo ein Anschlag auf dem Zug Sofia–Burgas verübt, der sieben Tote forderte, darunter drei Kinder. Die damalige kommunistische Regierung Bulgariens beschuldigte die Türkische Nationale Befreiungsbewegung in Bulgarien den Anschlag begangen zu haben.